# Nothrotheriidae
Die Nothrotheriidae sind eine ausgestorbene Familie einst bodenlebender Faultiere, die in die nähere Verwandtschaft der riesigen Megatheriidae gehören. Im Gegensatz zu diesen und den meisten anderen Entwicklungslinien der Bodenfaultiere bildeten sie aber keine übermäßig großen Formen aus. Sie lebten vom Übergang des Unteren zum Mittleren Miozän bis zum ausgehenden Pleistozän und Beginn des Holozäns vor 15 Millionen bis etwa vor 8700 Jahren. Ihr hauptsächliches Verbreitungsgebiet war das zentrale und nördliche Südamerika. Eine Form kam ab dem Pleistozän auch in Nordamerika vor, blieb dort aber auf den südlichen und südwestlichen Teil beschränkt. Insgesamt waren die Nothrotherien nicht sehr formenreich, die meisten Vertreter sind nur über wenige Fossilfunde bekannt. Allerdings sind vor allem die späten Vertreter aufgrund einiger exzellent erhaltener Reste sehr gut untersucht.
Wie alle Faultiere ernährten sich die Nothrotherien rein pflanzenfresserisch. Überlieferte Kotballen geben Einblick in die bevorzugten Nahrungspflanzen, die überwiegend weichere Pflanzenteile einschließen. Außerdem ließ sich dadurch auf den Landschaftsraum schließen, den die Tiere bewohnten und der zumindest im südlichen Teil Nordamerikas überwiegend trockenere Habitate umfasste. Nur selten fossilisertes Weichteilgewebe ermöglicht darüber hinaus die Rekonstruktion der Fellbedeckung und lässt auf klimatische Anpassungen schließen. Eine Besonderheit liegt von der Westküste Südamerikas vor, wo einzigartig für die Faultiere bisher eine semiaquatisch lebende Form auftrat. Die anderen Vertreter bewegten sich vierfüßig fort, konnten sich aber wahrscheinlich auf den Hinterbeinen aufrichten. Die ersten Funde von Nothrotherien wurden bereits in den 1830er Jahren im südöstlichen Brasilien von Peter Wilhelm Lund entdeckt, später kamen auch Nachweise aus Argentinien dazu. Die Bezeichnung Nothrotherium wurde allerdings erst über 50 Jahre später geprägt. Aus Nordamerika datiert der Erstnachweis der Nothrotherien an den Beginn des 20. Jahrhunderts. Ihren Familienstatus erhielt die Faultiergruppe gegen Ende des 20. Jahrhunderts.

## Merkmale

### Allgemein
Die Vertreter der Nothrotheriidae zeichneten sich gegenüber den meisten anderen bodenlebenden Faultieren durch eine eher geringere Körpergröße aus. Die größten Formen waren Thalassocnus und Nothrotheriops. Ersteres erreichte eine Gesamtlänge von 255 bis 330 cm, letzteres von 246 bis 275 cm. Gewichtsangaben schwanken für Thalassocnus von 130 bis 300 kg, für Nothrotheriops von 323 bis 463 kg. Für die Charakterform Nothrotherium liegen Angaben von rund 150 kg vor. Insgesamt waren bei den Nothrotherien die Vorderbeine gegenüber den Hinterbeinen etwas länger, ebenso wie der Schwanz im Vergleich zu anderen Bodenfaultieren länger wurde.

### Schädel- und Gebissmerkmale

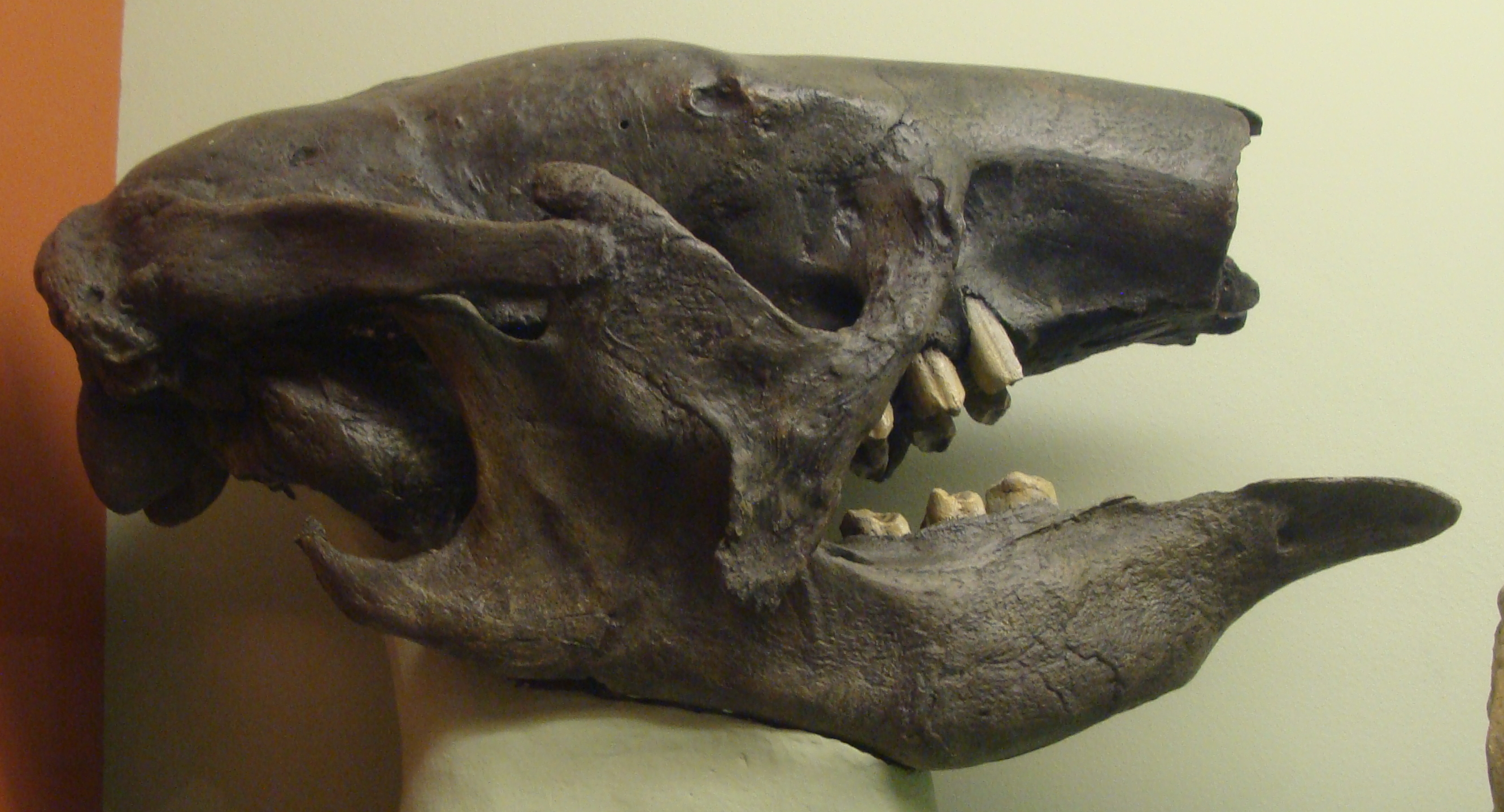
Schädel von Nothrotherium

Der Schädel der Nothrotherien war langschmal und nahezu zylindrisch. Die größten Formen besaßen Schädellängen von rund 21 cm bei Nothrotherium über 26 bis 30 cm bei Thalassocnus bis hin zu 30 bis 33 cm bei Nothrotheriops. Die Jochbögen kragten zwischen 9 und 11,5 cm auseinander, insgesamt war das Rostrum sehr schmal. In Seitenansicht wirkte der Schädel domartig aufgewölbt, die Stärke der Aufwölbung variierte dabei artabhängig, bei stammesgeschichtlich frühen Formen zeigte sie sich aber ausgeprägter. Typischerweise war der Mittelkieferknochen stark reduziert und kaum mit dem Oberkiefer verankert, in der Regel bildete er nur einen zahnlosen, Y-artigen Knochenfortsatz. Das Nasenbein besaß demgegenüber eine ausgesprochen große Länge und erreichte bei einigen Vertretern gut ein Drittel oder mehr der Schädellänge. Es stand seitlich mit dem Oberkiefer in Kontakt. Der Jochbogen war wie bei den meisten Faultieren aber abweichend von den nah verwandten großen Megatheriidae nicht geschlossen. Der vordere, nach hinten gerichtete Bogenansatz entsprang oberhalb der hinteren Zähne und bestand aus einem aufsteigenden und einem abwärts gerichteten Knochenfortsatz. Der hintere, nach vorn orientierte Bogenansatz stellte einen horizontal gerichteten, fingerförmigen Knochenfortsatz dar. In der Regel bestand zwischen den beiden Bogenteilen eine große Lücke, nur bei Nothrotheriops war diese nahezu geschlossen und gab so einen fast durchgehend verlaufenden Jochbogen wieder. Der Unterkiefer war allgemein durch eine spatelförmig nach vorn gezogene, schmale Symphyse gekennzeichnet. Der untere Rand des Unterkiefers zeigte eine Ausstülpung, die die hochkronigen Zähne aufnahm, aber nicht so massiv wie bei den Megatherien ausfiel. Dadurch erreichte die Höhe des Unterkiefers nur knapp ein Viertel seiner Länge. Am aufsteigenden Gelenkende waren drei Fortsätze ausgebildet, der Winkel-, Kronen- und Gelenkfortsatz, die alle relativ gleich kräftig erschienen und dem Unterkiefer so einen eher urtümlichen Charakter verliehen. Der Gelenkfortsatz reichte weit nach oben, so dass die Verbindung mit dem Schädel deutlich über der Kauebene lag.
Das Gebiss bestand aus Zähnen, die keinen Zahnschmelz aufwiesen, was typisch für Faultiere ist. Dadurch wurden die Zähne weitgehend aus Zahnbein gebildet, das in härteren und weicheren Ausprägungen vorkam (Orthodentin und Vasodentin). Im Oberkiefer waren bei den meisten Formen je Kieferhälfte 5, im Unterkiefer je 4 Zähne ausgebildet, insgesamt verfügte das Gebiss so über 18 Zähne. Der jeweils vorderste Zahn ähnelte einem Eckzahn (caniniform), die hinteren Zähne waren molarenartig gestaltet (molariform). Dieser Gebissaufbau, der als ursprünglich für die Faultiere anzusehen ist, tritt auch bei den Megalonychidae und den Mylodontidae auf, weicht aber von den Megatherien ab, bei denen alle Zähne einen molariformen Aufbau besaßen. Der caniniforme Zahn war durch ein Diastema von den hinteren Zähnen getrennt. Bei den Nothrotherien befand er sich im Oberkiefer etwa in der Mitte des zahnfreien Abschnitts zwischen dem ersten hinteren Backenzahn und dem Kontakt des Oberkiefers mit dem Mittelkieferknochen, bei den Megalonychiden dagegen direkt am vorderen Ende des Oberkiefers. Bei den Mylodonten, die durchschnittlich wesentlich größere vordere Zähne aufwiesen, standen sie aufgrund der Verbreiterung der Symphyse des Unterkiefers deutlich weiter auseinander. Nur die stammesgeschichtlich jüngsten Vertreter der Nothrotherien, so Nothrotherium und Nothrotheriops sowie zusätzlich noch Thalassocnus hatten den caniniformen Zahn reduziert, sie besaßen nur 14 Zähne im Gebiss. Die molarenartigen Zähne ähnelten im Aufbau denen der Megatherien. Sie wiesen einen rechteckigen bis leicht ovalen Umriss und eine bilophodonte Kaufläche mit zwei querstehenden hohen Leisten auf, die durch ein eingeschnittenes Tal voneinander getrennt wurden. Prinzipiell hatten die Zähne extrem hohe (hypsodonte) Zahnkronen und wuchsen das gesamte Leben lang. Die beiden Zahnreihen verliefen parallel zueinander.

### Körperskelett

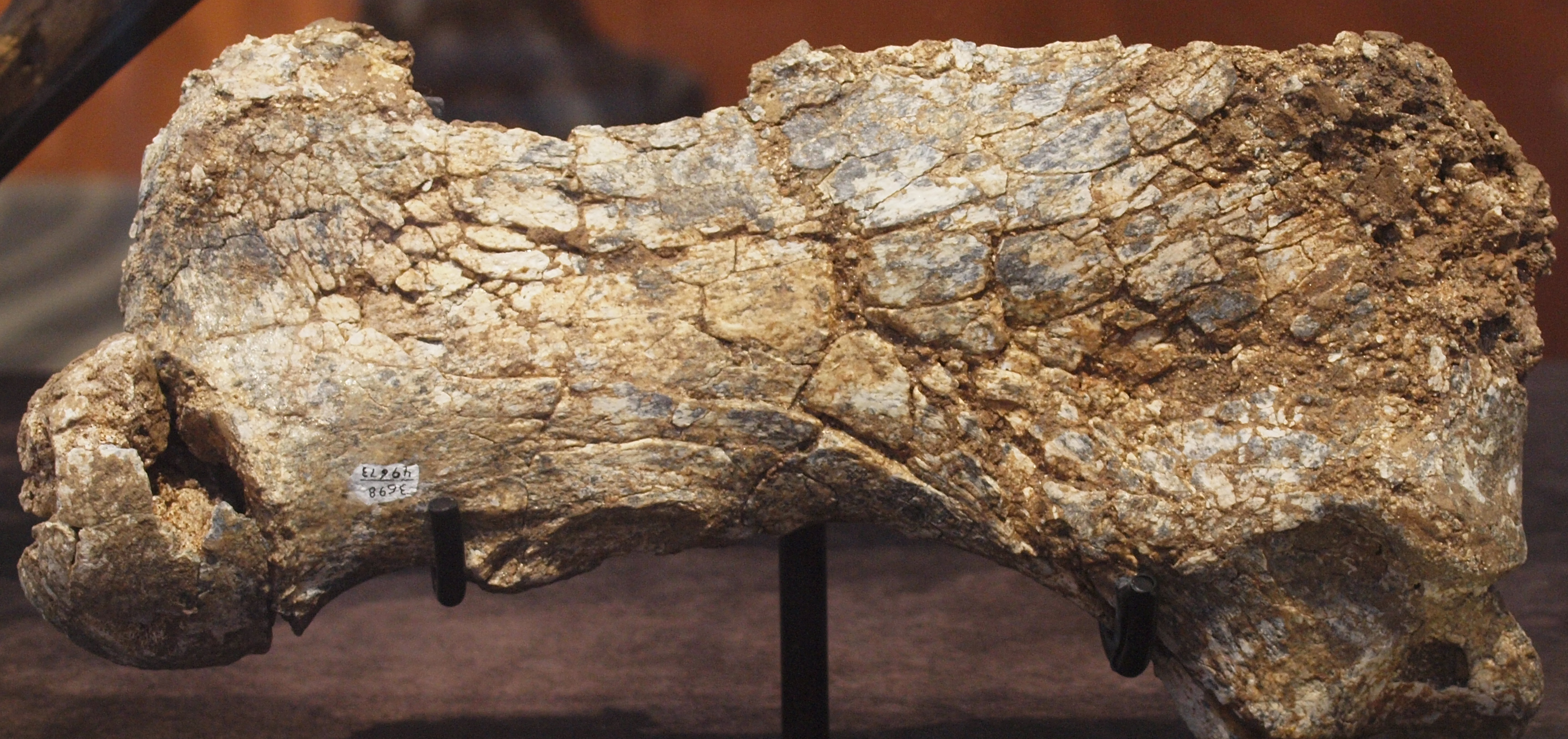
Femur von Nothrotheriops

Das Körperskelett kann durch zahlreiche Funde recht umfangreich rekonstruiert werden. Die Wirbelsäule setzte sich aus 7 Hals-, 17 bis 19 Brust-, 3 Lenden-, 5 Kreuzbein- und 21 bis 25 Schwanzwirbel zusammen. Die Anzahl der Brustwirbel variierte innerhalb der Nothrotherien ähnlich wie bei allen Faultieren beträchtlich. Bei Pronothrotherium betrug sie 19, bei Nothrotheriops und Thalassocnus 17. Insgesamt bestanden der Thorax und der Schwanz aus mehr Wirbeln als vergleichbar bei den riesigen Megatherien. Analog den anderen Vertretern der Faultiere waren an den Querfortsätzen der hinteren Brust- und an den Lendenwirbeln xenarthrische Gelenke (Nebengelenke oder Xenarthrale) ausgebildet, die diesem Bereich eine höhere Festigkeit verliehen. Differierende Merkmale am Bewegungsapparat sind weniger deutlich ausgebildet. Der Oberarmknochen zeichnete sich durch seinen röhrenartigen Schaft und das weit ausladende untere Gelenkende aus, was typisch für die meisten bodenlebenden Faultiere ist. In Übereinstimmung mit den Megatherien, aber abweichend von den Megalonychiden und den Mylodonten, war am Schaft keine markante Knochenleiste ausgebildet (Crista deltoidea oder deltopectorale Leiste), vielmehr bestand hier eine eher ausgedehnte Fläche als Ansatzstelle für die Schultermuskulatur. Ein weitgehend ursprüngliches Merkmal stellte das Auftreten eines Foramen entepicondylare dar, eine Knochenöffnung am unteren Ende des Humerus, die bei den Megatherien fehlt. Wie bei den meisten Bodenfaultieren hatte der Oberschenkelknochen eine breite und extrem flache Form. Abweichend von den großen Megatherien verfügten die Nothrotherien über einen dritten Trochanter als Muskelansatzstelle am Femurschaft. Die Lage variierte bei den einzelnen Formen stark, er konnte nahe am unteren Gelenkende ausgebildet sein wie bei Nothrotheriops, am Mittelschaft wie bei Nothrotherium beziehungsweise Mionothropus oder in der oberen Hälfte wie bei Thalassocnus. Allgemein besaßen die Nothrotherien gegenüber dem oberen Abschnitt des Hinterbeines einen stark verlängerten unteren, ein Merkmal, das sie mit den Megatherien teilen, sie aber von den Mylodonten unterscheidet. Die Länge des unteren Beinabschnittes machte in der Regel mehr als 70 % des oberen aus, Thalassocnus besaß mit teils mehr als 90 % die längsten Unterbeine. Schien- und Wadenbein waren in der Regel nicht verwachsen, im Unterschied zu den Megatherien.

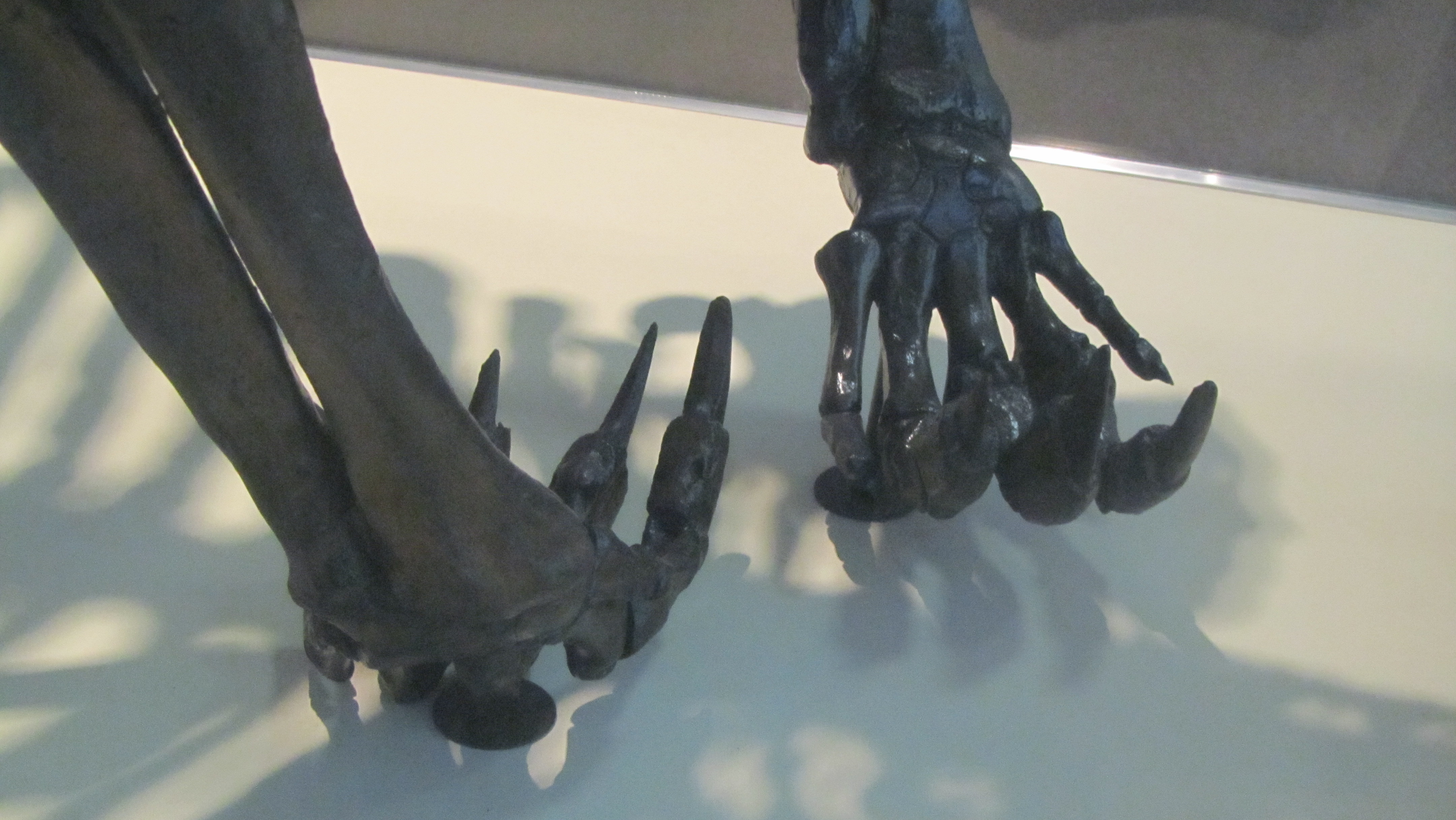
Hand von Nothrotheriops

Die Hand umfasste insgesamt fünf Strahlen, Krallen bestanden abweichend von den sehr frühen Faultieren wie Hapalops nur an den Strahlen I bis IV, am fünften waren nur zwei sehr kleine Phalangen ausgebildet. Bei älteren Formen der Nothrotherien wie Mionothropus setzten sich die Strahlen II bis IV, die in der Regel auch die kräftigsten bildeten, aus je drei Fingergliedern zusammen, bei einigen späteren fusionierten die ersten beiden Phalangen des dritten Fingers miteinander, was auch von manchen Megatherien bekannt ist. Bei den Vertretern mit bekanntem Handskelett war die Kralle des zweiten Fingers deutlich abgeplattet. Teilweise bildete der erste Mittelhandknochen gemeinsam mit einigen Elementen der Handwurzel den für verschiedene Faultiere typischen Metacarpal Carpal Complex (MCC). Generell war der erste Finger der kleinste. Im Gegensatz zur Hand bestand der Fuß aus nur vier Strahlen (II bis V), der innerste war vollständig oder teilweise reduziert. Nur der zweite bis vierte Zeh hatten Krallen ausgebildet, was deutlich von den späten Megatherien abweicht, die nur eine Kralle am Fuß aufwiesen (am dritten Strahl). Bei älteren Faultieren waren noch alle fünf Zehen vorhanden mit Krallen an den Strahlen I bis IV. Die ersten beiden Zehenglieder der dritten Zehe waren bei allen Nothrotherien miteinander verschmolzen. Insgesamt zeigte der Fuß eine deutliche Drehung nach innen, so dass er mit dem äußersten Zeh und dem Fersenbein aufsetzte. Diese als pedolateral bezeichnete Fußhaltung ist typisch für zahlreiche Linien der Bodenfaultiere, kommt bei den heutigen Vertretern aber nicht vor. Im Unterschied zum eher flachen Fuß der Megatherien als nächste Verwandte der Nothrotherien, war der Fuß bei letzteren deutlich aufgewölbt, so dass das Fersenbein nur mit dem Ende den Boden berührte.

## Verbreitung
Die Nothrotherien entstanden wie fast alle Linien der Nebengelenktiere in Südamerika, wo sie auch ihren Verbreitungsschwerpunkt besaßen. Sie waren einst über einen Großteil des nördlichen und zentralen Teils des Kontinentes verbreitet und reichten nach Süden etwa bis ins nördliche Patagonien. Von dort stammen sowohl die Vorläufer der Nothrotherien wie auch ihre frühesten Funde aus dem Übergang vom Unteren zum Mittleren Miozän. Später im weiteren Verlauf des Miozäns und vor allem im Pleistozän waren die Nothrotherien eher in weiter nördlich gelegenen Regionen anzutreffen, wo die hauptsächliche Verbreitung in den Bereichen östlich der Anden lag. Bedeutende Funde stammen aus dem Conglomerado osífero im nordöstlichen Argentinien, aus dem westlichen Amazonastiefland im westlichen Peru sowie aus mehreren Höhlenfundstellen im östlichen und südöstlichen Brasilien. Im Verlauf des Miozäns und des Pliozäns besiedelten die Nothrotherien allerdings auch die Küstengebiete im heutigen Peru und Chile und kamen damit westlich der Anden vor. Sie verschwanden dort aber wieder im Unterpleistozän. Im Gegensatz zu den riesigen Megatherien sind keine Überreste der Nothrotherien direkt aus den Hochlagen der Anden überliefert.
Im Zuge des Großen Amerikanischen Faunenaustauschs, der im Mittleren Pliozän vor rund 3,5 Millionen Jahren mit der Schließung des Isthmus von Panama und der Bildung der Landbrücke zwischen Nord- und Südamerika einsetzte, erreichten die Nothrotherien auch weiter nördlich gelegene Regionen. Allerdings war in Nordamerika mit Nothrotheriops nur eine Gattung aus der Faultierfamilie verbreitet, sie ist vor allem im Süden in Mexiko und von Kalifornien bis Florida nachgewiesen. Bei Merrill im Klamath County in Oregon erreichte sie bei 42° nördlicher Breite ihren nördlichsten Fundpunkt, der südlichste lag bei Actun Lak in der belizischen Provinz Cayo. Insgesamt ist die Gattung von mehr als 70 Fundstellen bekannt. Auffällig ist, dass sich die Fundstellen weiter nördlich durchweg in niedrigerer Höhenlage befinden als die südlicheren. Es wird daher angenommen, dass die Minimumtemperaturen des Winters einen limitierenden Faktor bei der Ausbreitung der Nothrotherien nach Norden darstellten. Untersuchungen an Pflanzenresten einiger Höhlenfundstellen im Südwesten der USA ergaben, dass sich der Lebensraum der Faultiere dort im ausgehenden Pleistozän aus trockenen Wacholder- und Eschen-Wäldern zusammensetzte, die mit Opuntien-, Palmlilien- und Encelia-Beständen durchsetzt waren. Erst in der nachfolgenden Zeit entwickelten sich die gegenwärtig wüstenartigen Bedingungen in dieser Region.

## Paläobiologie

### Fortbewegung

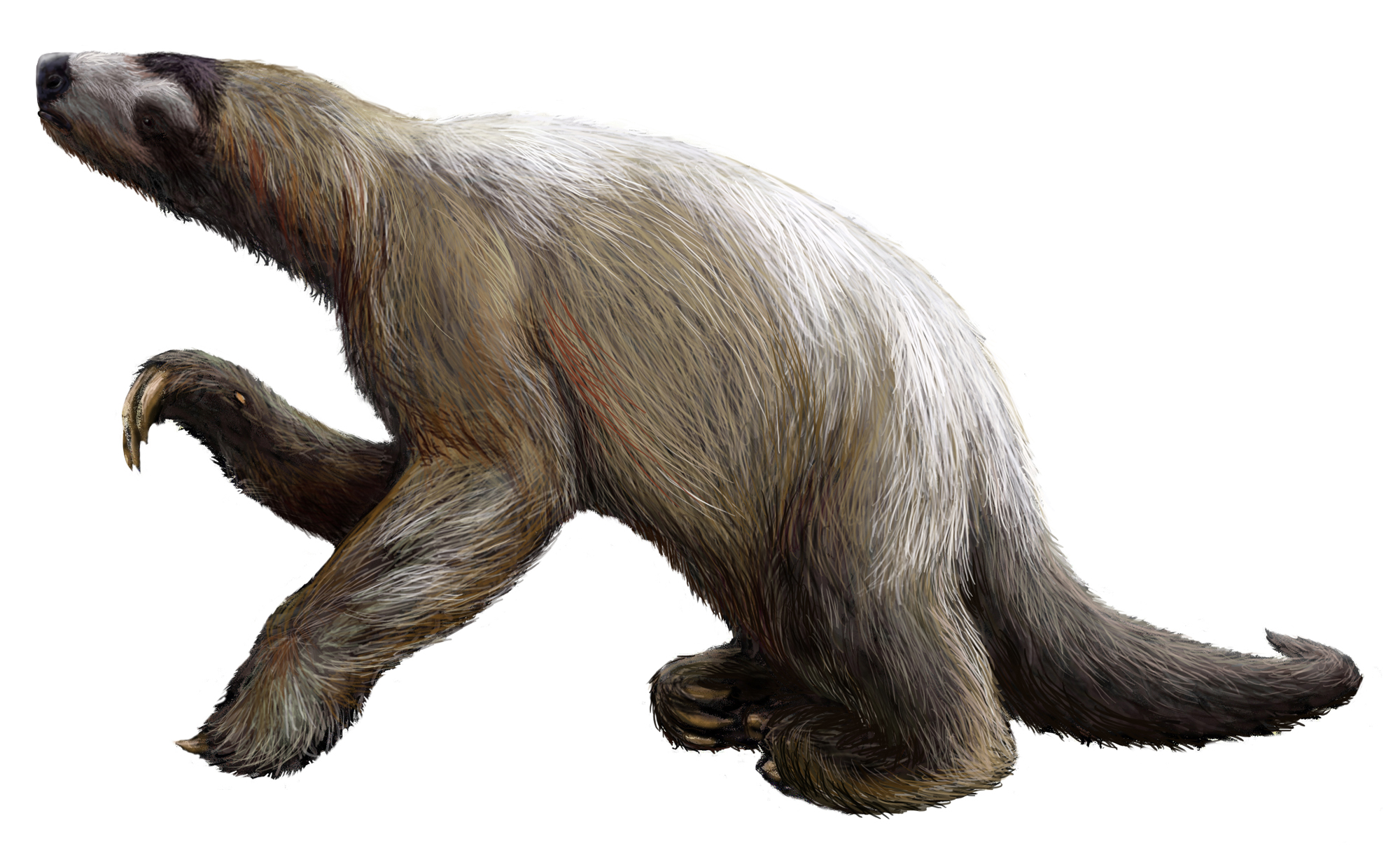
Lebendrekonstruktion von Nothrotheriops

Die Nothrotherien bewegten sich als bodenlebende Faultiere vierfüßig vorwärts. Die großen und mehr oder weniger vollständig überlieferten Formen wie Nothrotheriops erreichten in dieser Position eine Schulterhöhe von bis zu 94 cm. Die nach innen gedrehten Hinterfüße bewirkten, dass diese den Boden nur mit der Außenkante berührten. Die großen Krallen zeigten nach innen und lagen flach auf dem Boden. Die Vorderfüße wurden ähnlich wie beim heutigen Großen Ameisenbären aufgesetzt, so dass hier ein Knöchelgang ausgebildet war und die Krallen nach hinten wiesen. Die Vorderbeine übertrafen die Hinterbeine etwas an Länge, höchstwahrscheinlich waren die Nothrotherien dadurch auch befähigt, sich auf den hinteren Extremitäten aufzurichten und mit den vorderen Äste und Zweige heranzuziehen, wobei der massige Schwanz als Stütze diente. Eine grabende Tätigkeit wie für einige Vertreter der Mylodontidae angedacht, übten die Nothrotherien aber wohl nicht aus, da das kurze Olecranon am oberen Ende der Elle keine große Hebelwirkung der Arme zuließ. Eine sehr ungewöhnliche Anpassung bestand bei Thalassocnus, das semi-aquatisch lebte. Hier kam es neben einer allgemeinen Knochenverdichtung auch zu einer stärkeren Überprägung des Skelettes, etwa mit beweglicheren Hinterbeinen, verlängerten unteren Gliedmaßenabschnitten, die die Hebelwirkung beim Paddeln erhöhten, und sekundär wieder zurückgedrehten Hinterfüßen, mit denen eine höhere Wasserverdrängung möglich war.

### Ernährung und Stoffwechsel
Die Gestaltung des Gebisses ähnelt mit den rechteckigen Zähnen, die zwei quergestellte erhöhte Leisten aufweisen, deutlich dem der Megatherien und lässt eine Spezialisierung auf pflanzliche Nahrung annehmen. Allerdings verfügen die Zähne bei den Nothrotherien im Vergleich zu den Megatherien mit 34 % über fast doppelt so viel Orthodentin, dem harten Bestandteil des Zahnbeins, auf der Kauoberfläche, die Leisten sind zudem bei einigen späteren Vertretern weniger deutlich ausgebildet. Da die Zähne der Faultiere prinzipiell keinen Zahnschmelz besitzen, sind sie für detaillierte Untersuchungen der ehemaligen Ernährungsweise nicht geeignet. Untersuchungen von Abnutzungsspuren wurden bisher nur an wenigen Formen durchgeführt. Beim semi-aquatischen Thalassocnus konnte so ein Wechsel von einer anfänglich küstennahen Nahrungsaufnahme, wobei die Pflanzennahrung mit einer hohen Sandkomponente vermischt war, hin zu einer weiter im Meer liegenden Weidung nachgewiesen werden. Anhand der Ausrichtung der Ritzungen an den Zähnen zeigte sich zudem, dass die ursprünglich zumeist vertikalen und vor- und rückwärts gerichteten Kaubewegungen bei späteren Formen von überwiegend seitlich orientierten abgelöst wurden. Letzteres ist typisch für grasfressende Pflanzenfresser und könnte bei den späteren Vertretern der Faultiergattung für eine stärkere Spezialisierung auf Seegräser sprechen. Nothrotheriops wiederum besitzt mit zahlreichen feinen und gröberen Ritzspuren und polierten Oberflächen ein ähnliches Abnutzungsmuster wie die heutigen Dreifinger-Faultiere (Bradypus), die spezialisierte Blattfresser repräsentieren. Untersuchungen anhand des Kauapparates von Nothrotheriops ergaben hier bedingt durch die hohen Gelenkfortsätze des Unterkiefers und der daraus resultierenden Anordnung der Kaumuskulatur ebenfalls eher vor- und zurückverlaufende Kaubewegungen, die auch typisch für die Dreifinger-Faultiere sind, aber deutlicher von den eher generalisierten Zweifinger-Faultieren (Choloepus) mit ihren niedrigeren Gelenkfortsätzen abweichen. Eine Ernährung durch weiche Pflanzenkost befürworten auch anatomische Analysen an Nothrotherium, dessen charakteristisch schmale Schnauze, ein generelles Kennzeichen der Nothrotherien, diese Ansicht stützt.

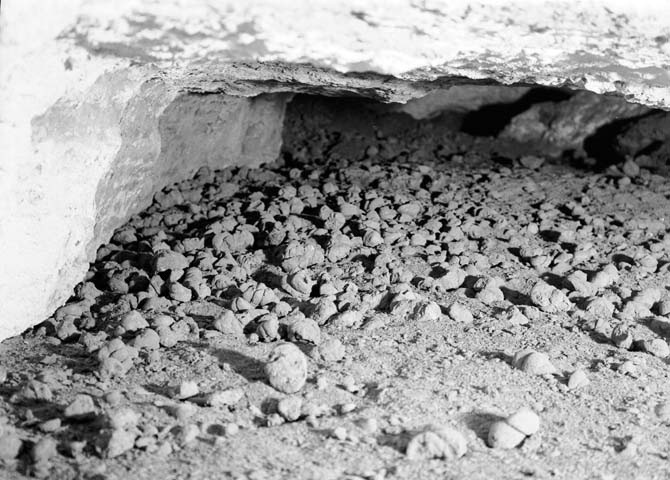
Koprolithen aus der Rampart Cave

Nahrungsreste in Form von Koprolithen liegen vor allem für die späten Vertreter der Nothrotherien vor. Sie gehören weitgehend dem ausgehenden Pleistozän an und kamen zum Großteil in Höhlen zum Vorschein. Aus Südamerika sind Dungreste von Nothrotherium aus der Gruta de Brejões im ostbrasilianischen Bundesstaat Bahia bekannt. In Nordamerika konnten rund ein halbes Dutzend Höhlen mit derartigen Überresten nachgewiesen werden, die sich alle im trockenen Südwesten der USA befinden und Nothrotheriops zugewiesen werden. Die bedeutendste ist die Rampart Cave im Grand Canyon von Arizona, in der die 7 bis 10 cm durchmessenden Kotballen in einer Mächtigkeit von knapp 140 cm abgelagert sind. Genauere Untersuchungen der Koprolithen liegen aber nur von Nothrotheriops vor. Dabei konnten etwa 72 Pflanzengattungen nachgewiesen werden, die die Faultierform als Pflanzenfresser mit Spezialisierung auf weiche Pflanzenkost auszeichnen. Unter den Pflanzen befanden sich vor allem Xerophyten, besonders häufig waren Meerträubel, Palmlilien, Phragmites, Sphaeralcea oder Xanthocephalum, hinzu kamen auch Rosengewächse und Malvenartige. Teilweise waren die organischen Reste in den Koprolithen so gut erhalten, dass sich noch einzelne Parasiten der Faultiere nachweisen ließen, etwa Fadenwürmer und Schildläuse. Iminosäureuntersuchungen am Kollagen von Nothrotheriops erbrachten eine angenommene Körpertemperatur von 34,4 bis 35,7 °C, für Isotopenanalysen an den Zähnen ergaben sich Werte um 32 °C. Beide Angaben sind relativ gering für ein Tier mit mehr als 400 kg Körpergewicht. Bei vergleichbar großen Hornträgern schwankt die Körpertemperatur meist zwischen 36,3 und 38,4 °C. Daraus wird geschlossen, dass die Nothrotherien möglicherweise wie die heutigen Faultiere einen langsamen Stoffwechsel besaßen.

### Fortpflanzung
Über die Fortpflanzung der ausgestorbenen großen Bodenfaultiere ist kaum etwas bekannt. Bisher einmalig ist die Entdeckung eines weiblichen Tieres von Nothrotherium in der Karsthöhle Toca de Boa Vista im brasilianischen Bundesstaat Bahia, in dessen Lendenbereich sich die Überreste eines Fötus befanden. Dieser lag mit dem Schädel in Richtung der Hinterbeine des weiblichen Individuums und zeigt so wohl die Geburtsrichtung an. Der Befund weist darauf hin, dass auch die fossilen Faultiere ähnlich den heutigen baumlebenden Arten jeweils nur ein Junges je Trächtigkeit zur Welt brachten.

### Weichteile und Sonstiges
Die Erhaltung von Weichteilgewebe bei ausgestorbenen Organismen ist äußerst selten. Von Bedeutung ist dabei, dass neben Mylodon und Glossotherium aus der Gruppe der Mylodonten auch für die Nothrotherien fossilisierte Haut- und Haarreste nachgewiesen sind. Gefunden wurden sie bei einem nahezu vollständigen Skelett von Nothrotheriops aus dem Aden Crater in New Mexico, bei dem Haare im Beckenbereich überliefert waren. In der Haut konnten abweichend von den Mylodonten keine Knochenplättchen beobachtet werden, so dass diese wohl nicht zusätzlich durch Osteoderme geschützt war. Bei den Haaren ist bisher nur das lange Deckhaar bekannt, was dem Fellkleid der heutigen Zweifinger-Faultiere entsprechen würde, die nur eine Haarschicht aufweisen. Die Länge der Einzelhaare liegt bei Nothrotheriops bei rund 45 mm, ihre Farbe entsprach ursprünglich einem Braungelb. Abweichend von den Haaren der heutigen Faultiere und von Mylodon, die keinen zentralen Markkanal (Medulla) besitzen, zeigte sich bei denen von Nothrotheriops eine doppelte Markröhre. Diese bestand aber teilweise aus einzelnen kleinen Kammern, die mit Pigmenten gefüllt waren. Auf der Haarrinde (Cortex) traten kleine Luftbläschen (Vesikel) auf. Die äußerste Schicht bildete wie bei anderen Säugetieren auch eine Schuppenschicht aus einzelnen Zellen. Bemerkenswert waren kleine, ovale Bildungen von weniger als 10 μm Durchmesser, die nicht zur Haarstruktur selbst gehörten. Sie werden als Algenzellen gedeutet, was einen Hinweis darauf gibt, dass diese auch bei Nothrotheriops analog den heutigen Faultieren im Fell siedelten. Ob eine ähnlich symbiotische Beziehung zwischen Nothrotheriops und den Algen bestand, wie es bei den Baumfaultieren der Fall ist, konnte bisher nicht festgestellt werden. Weitere Untersuchungen ergaben, dass das Fell von Nothrotheriops deutlich wärmedurchlässiger war als bei Mylodon, wodurch ersteres kälteempfindlicher gewesen sein dürfte. Berechnungen zufolge, die von einem etwa 23 mm dicken Fell ausgehen, schwankte die Thermoneutralität von Nothrotheriops etwa um 20 °C, was zwischen den Werten der Zweifinger-Faultiere (24 °C) und der Dreifinger-Faultiere (18 °C) liegt. Sie ist damit auch deutlich höher als der angenommene Wert von Mylodon mit 15 °C, das über ein dichteres Fell verfügte, eine deutlich größere Körpermasse besaß und wesentlich weiter südlich in gemäßigten bis kühlen Klimagebieten lebte. Möglicherweise spielten durch die hohe Thermoneutralität Höhlen als Unterschlupf und Rückzugsraum eine wichtige Rolle, worauf die zahlreichen Fossilfunde in Süd- und Nordamerika hinweisen. Darüber hinaus wäre auch eine Funktion dieser bei Geburt und Aufzucht der Jungtiere denkbar.

## Systematik

### Äußere und Innere Systematik
Die Nothrotheriidae sind eine ausgestorbene Familie innerhalb der Unterordnung der Faultiere (Folivora). Die Faultiere wiederum bilden zusammen mit den Ameisenbären (Vermilingua) die Ordnung der Zahnarmen (Pilosa). Diese steht innerhalb der Überordnung der Nebengelenktiere (Xenarthra), eine der vier Hauptlinien der Höheren Säugetiere, den Gepanzerten Nebengelenktieren (Cingulata) mit den Gürteltieren (Dasypoda) gegenüber. Gemeinsames Merkmal aller Nebengelenktiere ist die Ausbildung von xenarthrischen Gelenken (Nebengelenke oder Xenarthrale) an den Querfortsätzen der hinteren Brust- und der Lendenwirbel. Ein weiteres Charakteristikum, das diese Gruppe von den anderen Höheren Säugetieren unterscheidet, stellt die abweichende Gestaltung des Gebisses dar, welches bei den meisten Nebengelenktieren stark reduziert ist und aus homodonten Zähnen ohne ausgebildeten Zahnschmelz besteht, lediglich die Ameisenbären weisen überhaupt keine Zähne auf. Nach molekulargenetischen Untersuchungen trennten sich die Nebengelenktiere bereits in der späten Unterkreide vor mehr als 100 Millionen Jahren von den gemeinsamen Vorfahren mit den anderen Höheren Säugetieren ab. Die Aufspaltung der Zahnarmen erfolgte dann im Paläozän vor rund 58 Millionen Jahren.
Heute bestehen mit den Zweifinger- (Choloepus) und den Dreifinger-Faultieren (Bradypus) nur noch zwei Gattungen kleiner, baumbewohnender Tiere. In ihrer stammesgeschichtlichen Vergangenheit waren die Faultiere aber sehr formenreich und umfassten zumeist bodenlebende, mitunter riesige Ausmaße erreichende Formen. Aus skelettanatomischer Sicht können zwei große Entwicklungslinien unterschieden werden. Eine stellen die Megatherioidea dar, die neben den Megatheriidae, die eigentlichen Riesenfaultiere, die Nothrotheriidae und die Megalonychidae einschließen. Die zweite Linie wird durch die Mylodontoidea gestellt. Ihr gehören die ebenfalls teilweise extrem großen Mylodontidae, die Scelidotheriidae und die Orophodontidae an (die beiden letztgenannten werden mitunter auch nur als Unterfamilie der Mylodontidae geführt). Im Unterschied dazu weisen molekulargenetische Studien und Proteinanalysen mit den Megalocnoidea eine dritte Linie aus, welche die karibischen Faultiere zusammenfasst. Den letztgenannten Untersuchungen zufolge gehören die Dreifinger-Faultiere den Megatherioidea an, die Zweifinger-Faultiere sind Teil der Mylodontoidea.
Anfänglich wurden die Nothrotherien als Unterfamilie innerhalb der Megatherien geführt und schlossen auch ursprüngliche Formen aus der Santa-Cruz-Formation des Unteren Miozäns wie Hapalops, Pelecyodon oder Schismotherium ein (diese bildeten aber manchmal auch die eigene Unterfamilie Schismotheriinae). Eine der bisher ausführlichsten anatomischen und phylogenetischen Studien anhand von Schädelmerkmalen erbrachte, dass diese urtümlichen Vertreter nur noch als basale Angehörige der Megatherioidea mit unklaren Verwandtschaftsverhältnissen zueinander aufzufassen sind. Die Nothrotherien wurden dadurch auf die eher jüngeren Formen beschränkt und erhielten einen eigenen Familienstatus. Die angenommene nähere Verwandtschaft zu den Megatherien wurde durch das gemeinsame, übergeordnete Taxon der Megatheria untermauert. Allerdings gibt es nur wenige gemeinsame Charakteristika, die diese Verwandtschaft tatsächlich eindeutig unterstützen, etwa die Ausprägung einer langschmalen Schnauze und einige spezielle Schädelmerkmale. Trotz der nur wenigen einigenden Charakteristika stuft eine Studie aus dem Jahr 2022 die Nothrotherien erneut als Unterfamilie der Megatherien ein. Andere Wissenschaftler sehen aus diesem Grund auch eine nähere Beziehung der Nothrotherien zu den Megalonychiden. Die bisher vorgenommenen genetischen und proteinbasierten Analysen konnten diese Diskrepanz noch nicht eindeutig klären.

### Überblick über die Gattungen der Nothrotheriidae
Die Nothrotheriidae sind eine weniger diverse Gruppe der großen Bodenfaultiere. Sie umfassen nur rund ein Dutzend Gattungen in zwei Unterfamilien. Die hier vorgestellte Gliederung basiert auf McKenna und Bell 1997, berücksichtigt aber auch neuere Erkenntnisse:
- Familie Nothrotheriidae Gaudin, 1994

- Unterfamilie Nothrotheriinae Ameghino, 1920

- Xyophorus Ameghino, 1887
- Mcdonaldocnus Gaudin, Boscaini, Quispe, Flores, Fernández-Monescillo, Marivaux, Antoine, Münch & Pujos, 2022
- Lakukullus Pujos, De Iuliis, Quispe & Flores, 2014
- Aymaratherium Pujos, De Iuliis, Quispe, Adnet, Flores, Billet, Monescillo, Marivaux, Münch, Prámparo & Antoine, 2016
- Mionothropus De Iuliis, Gaudin & Vicars, 2011
- Pronothrotherium Ameghino, 1907
- Neohapalops Kraglievich, 1923
- Chasicobradys Scillato-Yané, Carlini & Vizcaíno, 1987
- Amphibradys Scillato-Yané & Carlini, 1998
- Gilsolaresia Roselli, 1976
- Diheterocnus Kraglievich, 1928
- Synhapalops Kraglievich, 1930
- Nothropus Burmeister, 1882
- Nothrotherium Lydekker, 1889
- Nothrotheriops Hoffstetter, 1954

- Unterfamilie Thalassocninae de Muizon, McDonald, Salas & Urbina, 2004

- Thalassocnus de Muizon & McDonald, 1995

Mit Huilabradys wurde 1998 von Carlos A. Villarroel eine weitere Gattung zu den Nothrotheriidae aufgestellt, die aus dem Mittleren Miozän von La Venta in Kolumbien stammt. Sie wird aber heute ähnlich wie Hapalops als eher basaler Megatherioide ohne genaue Familienzuweisung angesehen, eventuell müsste auch Xyophorus diesen Status erhalten. Chasicobradys wiederum gilt als sehr ähnlich zu Neohapalops, weswegen teilweise auch eine Forderung der Vereinigung beider Gattungen aufkam. Einzelne phylogenetische Studien seit dem Jahr 2017 weisen die Thalassocninae abweichend als Mitglieder der Megatheriidae aus, dem aber eine weitere Analyse aus dem Jahr 2019 widerspricht.

## Stammesgeschichte

### Entwicklungstendenzen
Gemeinsame Charakteristika der Nothrotherien stellen der lange und schmale Schädel und die den Megatherien ähnlichen, molarenartigen hinteren Backenzähne mit rechteckigem Querschnitt und zwei quergestellten Leisten (bilophodont) dar, der jeweils vorderste Zahn ist abweichend von ihren großen Verwandten eckzahnähnlich (caniniform) umgestaltet. Zur allgemeinen Entwicklungstendenz gehört die allmähliche Größenzunahme der Nothrotherien während ihrer Stammesgeschichte. Bedeutend ist vor allem aber der Umbau des Gebisses. Die Nothrotherien repräsentieren eine der wenigen Faultierlinien, bei denen sich eine Reduktion der Zahnanzahl feststellen lässt (eine andere sind die Mylodonten). So ist der caniniforme vordere Zahn der frühen Nothrotherien bei den stammesgeschichtlich jüngsten Formen nicht mehr ausgebildet. Das betrifft sowohl Nothrotheriops als auch Nothrotherium bei den Nothrotheriinae als auch Thalassocnus bei den Thalassocninae.

### Miozän
Im Vergleich zu den anderen großen Faultierlinien erscheinen die Nothrotherien relativ spät. Ihr ältester Nachweis datiert in das ausgehende Untere Miozän, als Stammformen können wohl einige der frühen basalen Megatherioidea der Santa-Cruz-Formation in Patagonien angesehen werden. Zu den möglicherweise frühesten Vertretern gehören Xyophorus und Mcdonaldocnus. Von letzterem wurde ein 12 cm langer Unterkiefer mit vollständiger hinterer Bezahnung und der spatelartigen Verlängerung der Symphyse in den Cerdar beds bei Potosí in Bolivien entdeckt und auf rund 15 Millionen Jahre datiert. Weitere Funde der Gattung sind dann aus dem Mittleren Miozän belegt, so die Unterkieferreste von El Petiso im Norden der argentinischen Provinz Chubut, die gleichzeitig zu den südlichsten bekannten Funden der Familie gehören. Ebenfalls zu Mcdonaldocnus wird ein Teilschädel mit zugehörigen Unterkiefer aus Quebrada Honda, einer sehr fossilreichen Fundstelle im südlichen Bolivien, gestellt. Von hier ist außerdem das große Lakukullus anhand eines vollständigen Unterkiefers beschrieben worden. Im Mittleren Miozän tritt des Weiteren Amphibradys auf. Er ist aber bisher nur mit einem fragmentierten Schädel aus der Collón-Curá-Formation im westlichen Argentinien überliefert.

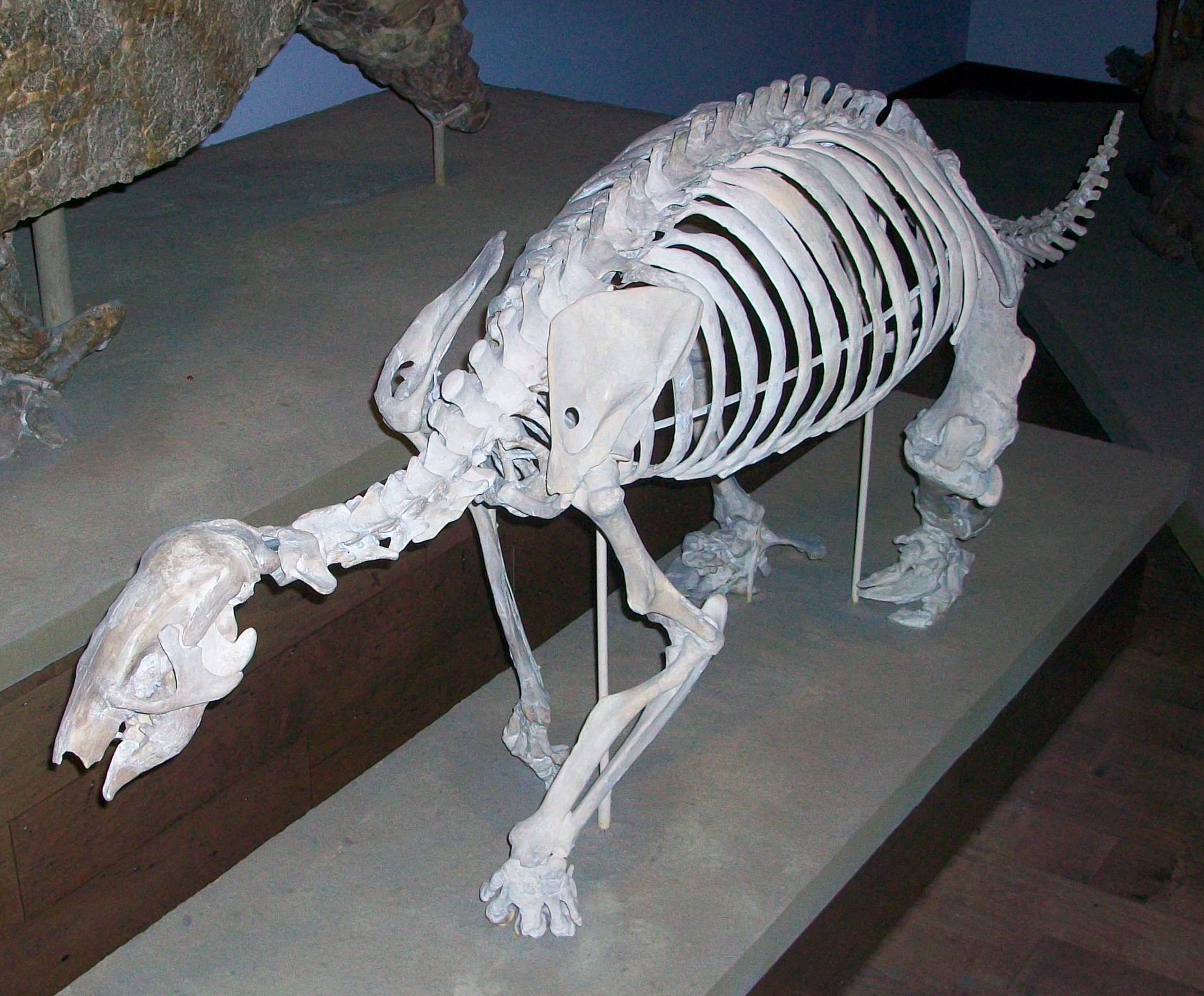
Skelettrekonstruktion von Pronothrotherium

Weitaus umfangreicher sind Funde aus dem Oberen Miozän. Hervorzuheben ist der Conglomerado osífero, der untere Abschnitt der Ituzaingó-Formation, die durch den Río Paraná nahe der Stadt Paraná in der argentinischen Provinz Entre Ríos aufgeschlossen wird. Die sehr reichhaltige Fauna enthält auch zahlreiche Vertreter aller wichtigen Familien der großen Bodenfaultiere, die Nothrotherien werden unter anderem durch Unterkieferreste von Pronothrotherium und Neohapalops repräsentiert. Die Familie ist hier aber weitaus seltener nachgewiesen als die Megatherien oder Megalonychiden. Sehr umfangreiche Fossilreste von Pronothrotherium kamen im Villavil-Quillay-Becken im nördlichen Argentinien zu Tage, die Funde lagerten sich im ausgehenden Miozän im Übergang zum Pliozän ab. Sie umfassen zahlreiches postcraniales Material, darunter ein nahezu vollständiges Skelett, und mehrere Schädel. Aus dem westlichen Amazonasgebiet im Tiefland von Peru wurde am Río Acre ein Teilskelett aufgefunden, das auf etwa 7 bis 8 Millionen Jahre datiert und der Gattung Mionothropus angehört. Zur gleichen Zeit tritt jenseits der Anden in der Pisco-Formation der Küste des heutigen Perus erstmals Thalassocnus auf. Diese semi-aquatische Form ist über zahlreiche Fossilfunde belegt, die über einen Zeitraum von 5 Millionen Jahren immer stärkere Anpassungen an das Leben im Wasser zeigt, was bisher einmalig innerhalb der Faultiere ist.

### Plio- und Pleistozän

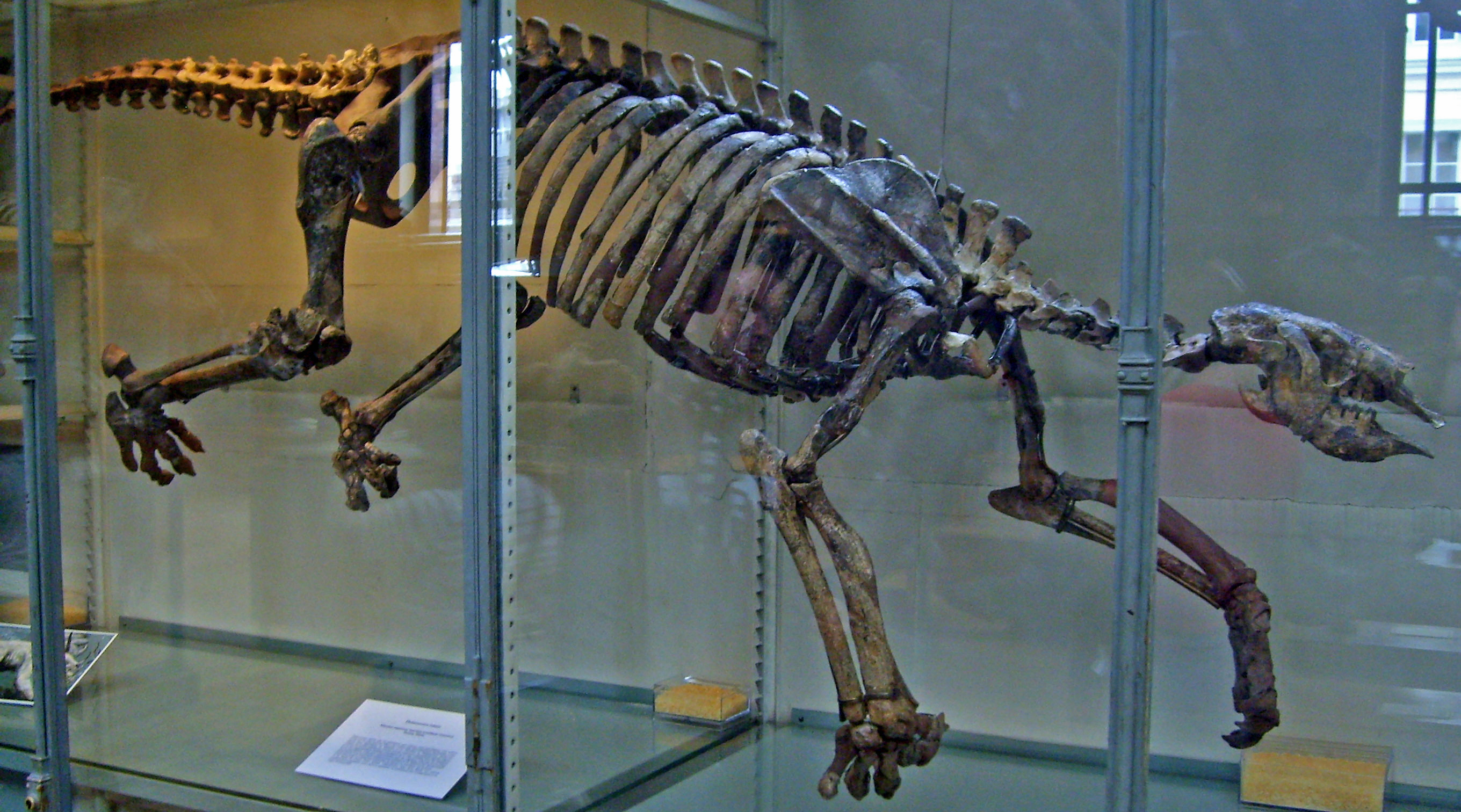
Skelettrekonstruktion von Thalassocnus

Zunächst trat im Pliozän Thalassocnus an den Küsten Perus und Chiles weiter in Erscheinung, verschwand allerdings spätestens im Altpleistozän. Im östlichen Bereich Südamerikas ist Nothrotherium im Verlauf des Pleistozäns nachgewiesen. Die meisten Funde sind aus den vorwiegend tropisch geprägten Gebieten im heutigen Brasilien nachgewiesen, datieren aber hauptsächlich in die Spätphase der Periode und in den Übergang zum Holozän. Von der Gattung, die insgesamt wenig untersucht ist, konnten neben Einzelfunden, so etwa zwei Teilschädel zuzüglich einiger Einzelzähne und postcranialer Skelettelemente aus dem Einzugsgebiet des Rio Iguape im Südosten des Bundesstaates São Paulo, auch drei mehr oder weniger vollständige Skelette geborgen werden. Eines davon stammt aus der Höhle Lapa de Escrivania n° 5 nahe Lagoa Santa bei Belo Horizonte im heutigen brasilianischen Bundesstaat Minas Gerais und wurde bereits 1844 von Peter Wilhelm Lund entdeckt. Ein weiteres kam in der Gruta de Brejões, einer Höhle in der Iraquara-Karstregion im ostbrasilianischen Bundesstaat Bahia zu Tage und war mit einem Koprolithen assoziiert. Das dritte Skelett wurde in der nahe gelegenen Höhle Ioiô-Impossível gefunden. Deren Eingang liegt in einer Doline unterhalb des Wasserspiegels; das hier aufgefundene, nahezu vollständige Skelett eines Jungtiers umfasst mehr als 190 überlieferte Skelettreste. Weiter südlich in der heutigen Pamparegion war im gleichen Zeitraum Nothropus verbreitet. Über die Gattung ist aber kaum etwas bekannt. Bisher konnten ihr nur zwei sichere Unterkieferreste zugeordnet werden, wovon ein relativ vollständiger aus dem nördlichen Argentinien, der andere, stärker fragmentierte aus dem Tarija-Becken in Bolivien stammt. Ein dritter Unterkiefer, der allgemein zu Nothropus gestellt wird, kam in der argentinischen Provinz Santa Fe zu Tage. Da diesem im Gegensatz zu den anderen Unterkiefern der Gattung aber der vordere caniniforme Zahn fehlt, könnte er auch eine andere Gattung repräsentieren.
Im Verlauf des Altpleistozäns erreichten die Nothrotherien auch Nordamerika, allerdings ist dort mit Nothrotheriops nur eine Gattung nachgewiesen. Im Vergleich mit anderen Faultiergruppen, die während des Großen Amerikanischen Faunenaustauschs die Landbrücke passierten und den nördlichen Kontinent besiedelten, traten die Nothrotherien dort relativ spät in Erscheinung. Die frühesten Funde gehören der El Golfo local fauna an, einem extrem fossilreichen Faunenkomplex an der Mündung des Colorado River im mexikanischen Bundesstaat Sonora. Die mehr als 4300 identifizierbaren Fossilobjekte werden auf ein Alter von 1,8 bis 1,6 Millionen Jahre datiert. Mit etwa 1,2 Millionen Jahren etwas jünger ist das Teilskelett von der Leisey Shell Pit in Florida, das einem noch relativ kleinen Vertreter der Gattung angehört. Die frühen Funde von Nothrotheriops sind zwar relativ spärlich, verteilen sich aber über einen großen Bereich des südlichen Nordamerikas, von Florida bis nach Kalifornien. Erst im Jungpleistozän erhöht sich die Fundmenge signifikant, diese ist dann aber auf die südwestliche Region der heutigen USA und das nördliche Mexiko begrenzt. Weltweit einzigartig aus dieser Zeit sind die Funde aus den Asphaltgruben von Rancho La Brea in Kalifornien, die ein Alter von 45.000 bis 14.000 Jahren aufweisen. Bemerkenswert ist das überaus häufige Vorkommen von Raubtieren wie Smilodon gegenüber Pflanzenfressern. Möglicherweise wurden die Beutegreifer in Scharen von im Erdpech gefangenen Tieren angezogen und fielen den natürlichen Fallen dann selbst zum Opfer. Unter den drei hier überlieferten Faultierformen ist Nothrotheriops mit wenigstens 22 Individuen präsent, die zumeist als Schädelfunde vorliegen. Sie gehören zu einem deutlich größeren Vertreter der Gattung als noch in der Frühphase der Besiedlung Nordamerikas, mit rund 460 kg Körpergewicht war er dennoch der kleinste Vertreter der Bodenfaultiere auf dem Kontinent. Nothrotheriops kehrte womöglich im Verlauf des Pleistozäns nach Südamerika zurück. Ein rund 31 cm langer Oberschenkelknochen vom Río Salado in der argentinischen Provinz Santa Fe, der dem Jungpleistozän angehört, wurde im Jahr 2019 der Gattung zugewiesen. Dadurch erhält Nothrotheriops ein extrem ausgedehntes Verbreitungsgebiet, das vom 36. Grad nördlicher bis zum 31. Grad südlicher Breite reichte. Annehmbar ist dadurch, dass Nothrotheriops Ausgangspunkt für die Entstehung des nahe verwandten Nothrotherium war.

### Aussterben
Gegen Ende des Pleistozäns starben die Nothrotherien wie viele Angehörige anderer Faultierlinien im Zuge der quartären Aussterbewelle aus. Zu den sehr späten Vertretern von Nothrotherium in Südamerika gehört das Skelett mit beigefundenem Koprolithen aus der Gruta de Brejões in Bahia. Das Tier starb laut Ergebnissen der Radiocarbondatierung am hinterlassenen Dungballen um 12.200 B.P. Wohl deutlich jünger ist der Skelettfund aus der Höhle Ioiô-Impossível, dessen Alter laut Radiocarbonmessungen 8700 B.P. beträgt, womit die Gattung noch im frühen Holozän vorkam. Nothrotheriops in Nordamerika überlebte wenigstens bis zum Ausgang des Pleistozäns. Die jüngsten Daten aus der Rampart Cave im Grand Canyon von Arizona, ebenfalls an Koprolithen gewonnen, geben ein Alter von 10.400 bis 10.780 Jahren vor heute an, bei Resten aus der Upper Sloth Cave in Texas liegen sie bei 10.750 Jahren vor heute.

## Forschungsgeschichte

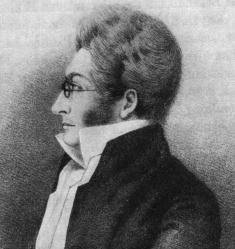
Peter Wilhelm Lund.

Der Beginn der Erforschung der Nothrotheriidae reicht in die erste Hälfte des 19. Jahrhunderts zurück und ist untrennbar mit dem Namen Peter Wilhelm Lund (1801–1880) verbunden. Der dänische Forscher hatte Anfang der 1830er Jahre seine Heimat Richtung Südamerika verlassen. Dort untersuchte er Kalksteinhöhlen in Lagoa Santa im brasilianischen Bundesstaat Minas Gerais, was 1835 zur Entdeckung unzähliger Knochenreste führte. Darunter befanden sich auch ein Oberschenkelknochen nebst Koprolithen eines kleineren, bodenlebenden Faultiers, die aus der Höhle Lapa Nova stammten und die Lund in einem Vorbericht als zu einem tapirgroßen Vertreter von Megatherium gehörig ansprach. In einem ersten größeren Bericht, der bereits 1839 fertiggestellt war, aber erst zwei Jahre später erschien, hatte er den Femur zur neuen Gattung Coelodon gestellt und wies ihm zusätzlich noch einige Zähne zu. In einer weiteren Höhle der Region, der Lapa de Escrivania n° 5, entdeckte Lund 1844 noch ein nahezu vollständiges Skelett von Coelodon, das Paul Gervais erwähnte und von Johannes Theodor Reinhardt (1816–1882) im Jahr 1878 unter dem gleichen Gattungsnamen eingehend beschrieben wurde. Die Bezeichnung Coelodon war damals weit verbreitet, erst 1889 wies Richard Lydekker (1849–1915) darauf hin, dass der Name bereits durch einen Vertreter der Bockkäfer präokkupiert war und schlug daraufhin Nothrotherium vor. Der Name setzt sich aus den griechischen Wörtern νωθρός (nōthrós) für „faul“ und θηρίον (thērion) für „Tier“ zusammen. Im Jahr 1891 hatte Florentino Ameghino (1854–1911) aus ähnlichen Erwägungen wie Lydekker die Gattung Hypocoelus eingeführt, deren Name wie Coelodon aber als synonym zu Nothrotherium gilt. In den 1880er Jahren waren weitere Vertreter aus der Verwandtschaft von Nothrotherium/Coelodon eingeführt worden. Auf Hermann Burmeister (1807–1892) geht Nothropus zurück, eine Form, die er 1882 anhand eines Unterkiefers aus dem nördlichen Argentinien beschrieb. Im Jahr 1887 wiederum stellte Florentino Ameghino Xyophorus ebenfalls unter Zuhilfenahme eines Unterkiefers aus Patagonien auf.
Die ersten Nothrotherien in Nordamerika kamen 1905 in der Potter Creek Cave im Shasta County des US-amerikanischen Bundesstaates Kalifornien zu Tage. Sie bestanden aus einem Unterkieferfragment sowie mehreren Zähnen und wurden von William J. Sinclair (1877–1935) der Gattung Nothrotherium zugewiesen. Nur ein Jahr später bestimmte John Campbell Merriam einzelne Zähne aus einer Spaltenfüllung bei Terlingua in Texas ebenfalls als Reste von Nothrotherium, diese gingen aber noch im gleichen Jahr wieder verloren. Erst 1916 konnte Oliver Perry Hay (1816–1882) erneut Funde aus Texas präsentieren. Nur drei Jahre zuvor hatte Chester Stock (1892–1950) die ersten Fossilfunde von Nothrotherien in Form eines nahezu vollständigen Schädels und einzelner Phalangen aus der bedeutenden Fossilfundstelle Rancho La Brea in Kalifornien beschrieben. Lange Zeit galt Nothrotherium als der typische Vertreter der Faultierlinie in Nordamerika. Im Jahr 1954 etablierte Robert Hoffstetter für die nordamerikanischen Funde die Untergattung Nothrotheriops, 1971 wurde diese von Carlos de Paula Couto (1910–1982) in den Gattungsstatus erhoben.
Die eigenständige Unterfamilie Nothrotheriinae wurde erstmals 1920 von Florentino Ameghino erwähnt, was posthum erfolgte. Lucas Kraglievich (1886–1932) benannte sie nur drei Jahre später als Nothrotherinae mit Coelodon/Nothrotherium als Typusform. Er sah die Nothrotherien dabei als Teil der Megalonychidae an und definierte sie aufgrund ihres langen und niedrigen Nasenbereiches, des aufgewölbten und teils aus luftgefüllten Kammern bestehenden Flügelbeins, dem charakteristischen Bau der Backenzähne und des flachen und breiten Oberschenkelknochens. George Gaylord Simpson übernahm 1945 in seiner klassischen Systematik der Säugetiere Kraglievichs Ansicht, während Malcolm C. McKenna und Susan K. Bell 1997 die Nothrotherien auf dem Rang einer Tribus innerhalb der Megatheriidae führten. Allerdings hatte 1994 bereits Timothy J. Gaudin provisorisch die Familienzuweisung Nothrotheriidae vorgeschlagen. In weiteren, nachfolgenden Untersuchungen, die zum einen die Ohrregion zum anderen die gesamte Schädelmorphologie betrafen, konnte der eigene Familiencharakter der Nothrotherien bestätigt werden.